# Ponte Nova (Minas Gerais)
Ponte Nova is een gemeente in de Braziliaanse deelstaat Minas Gerais. De gemeente telt 57.654 inwoners (schatting 2009).

## Aangrenzende gemeenten
De gemeente grenst aan Acaiaca, Amparo da Serra, Barra Longa, Guaraciaba, Oratórios, Rio Doce, Santa Cruz do Escalvado, Teixeiras en Urucânia.
De rivier de Piranga stroomt dwars door de stad.

## Geboren
- João Bosco (1946), zanger, gitarist en componist
- José Reinaldo de Lima (1957), voetballer